# Neogenesis flaviplagialis
Neogenesis flaviplagialis là một loài bướm đêm trong họ Crambidae.